# 교향곡 17번 (모차르트)

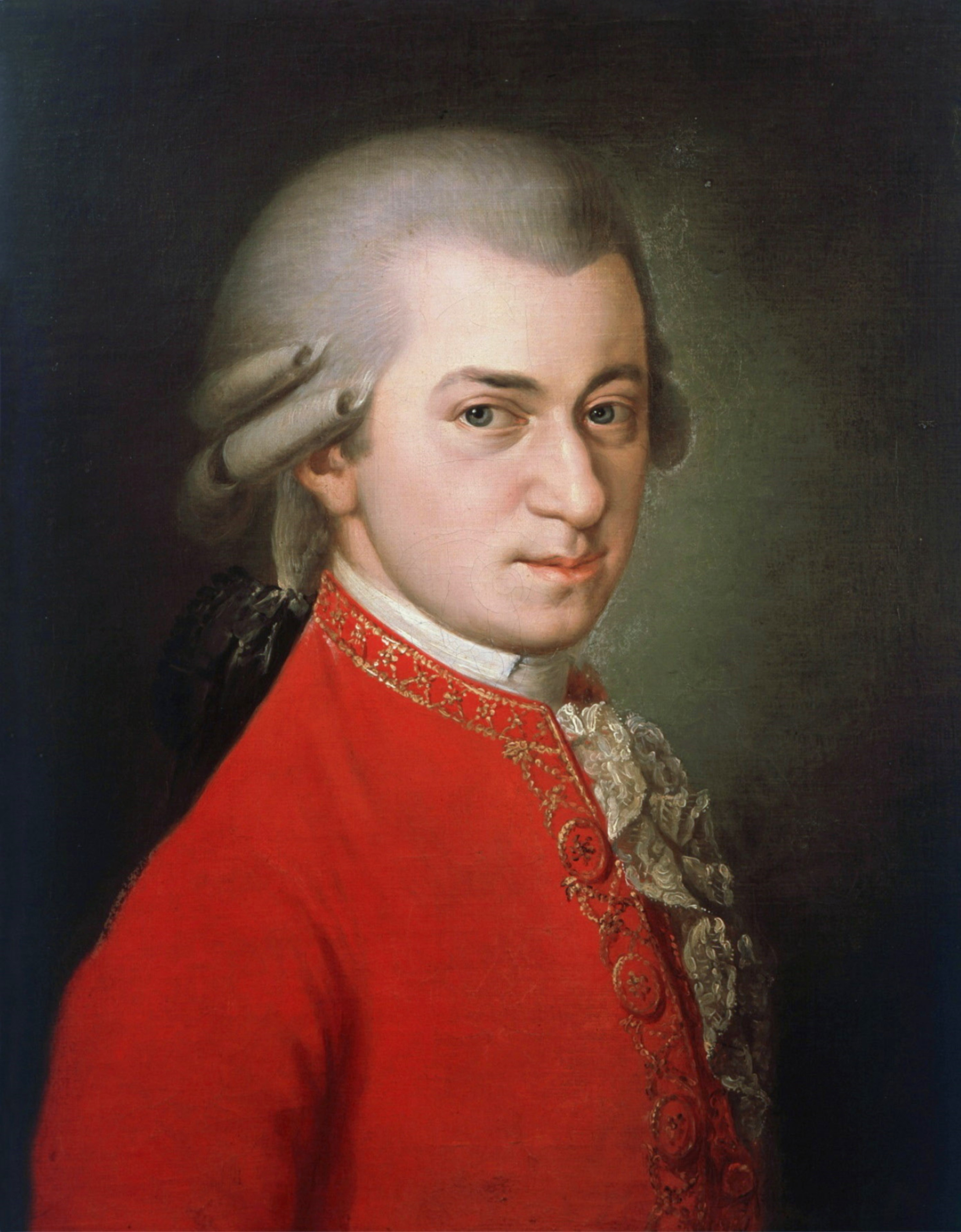
모차르트

교향곡 17번 g장조(K.129)는 볼프강 아마데우스 모차르트가 1772년에 잘츠부르크에서 작곡한 교향곡이다.

## 구성
이 작품은 호른, 오보에, 제1·제2 바이올린, 비올라, 첼로로 연주한다. 모차르트의 다른 교향곡에 비해 상대적으로 작은 편성의 오케스트라를 위해 작곡된 것으로 보인다.
모차르트의 다른 교향곡에서도 찾아볼 수 있는, 미뉴에트가 빠진 3악장으로 구성되어 있다.
1. 알레그로 (Allegro)
2. 안단테 (Andante)
3. 알레그로 (Allegro)

## 흥미로운 사실
- 이 곡의 두 번째 악장은 한 때 코레일과 대구도시철도공사가 운영하는 도시 철도의 종착역 안내 방송 음악으로 쓰였다.